# Övedskloster

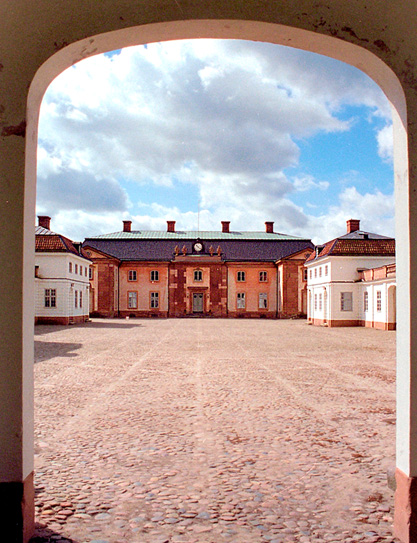
Blick zum Schloss

Övedskloster ist ein Småort in der Gemeinde Sjöbo in Schonen in Südschweden.

## Geschichte

### Kloster Öved
Etwa seit 1185 befand sich in Owith (vorher Ewith) ein Prämonstratenserstift St. Trinitatis, wahrscheinlich verlegt  aus Lund. Aus dem 13. Jahrhundert sind einige Konventsmitglieder bekannt, darunter auch zwei Nonnen (Doppelkloster?).
1535 wurde es aufgelöst, wie die meisten anderen Klöster in Südschweden.

### Weitere Entwicklung
Danach wurde auf dem Gelände ein Schloss errichtet, das anschließend von verschiedenen Adelsfamilien genutzt wurde. 1768 bis 1775 erfolgte ein Neubau im Rokokostil.
2007 fanden in Övedskloster die Europameisterschaften im Vielseitigkeitsreiten statt.

## Sehenswürdigkeiten
- Schloss Övedskloster, 1768–1775 neu erbaut, bedeutendes Bauwerk des Gustavianischen Rokoko
- Kirche von Öved, Rokoko